# Ataxia (djur)
Ataxia är ett släkte av skalbaggar. Ataxia ingår i familjen långhorningar.

## Dottertaxa tillAtaxia, i alfabetisk ordning[1]
- Ataxia acutipennis
- Ataxia albisetosa
- Ataxia alboscutellata
- Ataxia alpha
- Ataxia arizonica
- Ataxia brunnea
- Ataxia canescens
- Ataxia cayennensis
- Ataxia cayensis
- Ataxia cineracea
- Ataxia crassa
- Ataxia crypta
- Ataxia cylindrica
- Ataxia estoloides
- Ataxia falli
- Ataxia fulvifrons
- Ataxia haitiensis
- Ataxia hovorei
- Ataxia hubbardi
- Ataxia illita
- Ataxia linearis
- Ataxia luteifrons
- Ataxia mucronata
- Ataxia nivisparsa
- Ataxia obscura
- Ataxia obtusa
- Ataxia operaria
- Ataxia perplexa
- Ataxia prolixa
- Ataxia rufitarsis
- Ataxia setulosa
- Ataxia spinicauda
- Ataxia spinipennis
- Ataxia stehliki
- Ataxia tibialis
- Ataxia uniformis
- Ataxia variegata
- Ataxia yucatana